# Liste des rois de Tyr
La liste traditionnelle des souverains de Tyr, en Phénicie antique, nous est parvenue par Flavius-Josèphe, dont les travaux ont pour base sur une histoire perdue de Ménandre d'Ephèse (en), qui avait pris ses informations, des Chroniques de Tyr.

## Liste chronologique
- avant 970 av. J.-C. : Abibaal
- 970-936 : Hiram Ier le Grand
- 935-918 : Baal-Ezer Ier
- 918-909 :  Abdastratos Ier
- 909-897 : Methusastartos
- 897-889 : Astharymos
- 889-888 : Phelles
- 888-856 : Ithobaal Ier
- 848-830 : Baal-Ezer II
- 830-821 : Mattan Ier
- 821-774 : Pumiatom Pygmalion
- Vers 750  :  Milkiram (?)
- Vers 740  :  Toubaal/Ithobaal (?)
- 739-730 : Hiram II
- 729-729 : Mattan II
- 728-695 : Louli
- 694-682 : Ithobaal II
- 677-671 : Baal Ier
- 668-640  : Yahimilki ?
- 640-597 : Abdastratos II ?
- 591-573 : Ithobaal III
- 572-563 : Baal II

Shoftim (Suffètes)
- -564--564 : Yakinbaal
- -563--562 : Chelbes
- -563--562 : Abbar
- -561--556 : Mattan & Ger-Asthari

Rois rétablis
- -556--555 : Baal-Ezer III
- -555--552 : Makarbaal
- -551--533 : Hiram III
- -après 532 : Ittobaal IV
- -avant 480 : Hiram IV ?
- -vers 480 : Mattan III
- -vers -354--350 : Abdashtart
- -349/-333 : Ozmilk ou Azemilcos, contemporain d'Alexandre le Grand

## Source biblibographique
- Josette Elayi, Histoire de la Phénicie, Paris, Perrin, 2013, 341 p. (ISBN 978-2-262-03662-1), p. 324-325